# Памятник чекистам
Памятник воинам 10-й дивизии войск НКВД и милиционерам Сталинграда — защитникам города в 1942—1943 годах или Памятник Чекистам — мемориал в Волгограде, расположенный на правом берегу реки Царицы, возле Астраханского моста, соединяющего Центральный и Ворошиловский районы города. Вокруг памятника устроена площадь Чекистов с небольшой парковой зоной. Представляет собой расположенную на постаменте фигуру воина с высоко поднятым обнажённым мечом в руке.
Объект культурного наследия федерального значения.

## История
В начале 1942 года обкому партии и городскому комитету обороны стало известно о том, что в Сталинграде предстоит сформировать дивизию. Позднее она одной из первых вступила в неравный бой с прорвавшимися к Сталинграду немецкими войсками.
Сроки формирования дивизии и её состав были определены специальным постановлением ГКО. Подразделения 10-й стрелковой дивизии войск НКВД, которыми командовал полковник Александр Андреевич Сараев, прибыли в Сталинград в январе 1942 года. Начальником штаба дивизии был назначен майор Василий Иванович Зайцев. Костяком дивизии были бойцы и командиры пограничных войск, в их числе уральцы и сибиряки из Свердловска, Иркутска, Новосибирска, но основным ядром 269-го и 270-го полков были сталинградцы, посланцы партийных и комсомольских организаций города. Три тысячи сталинградцев сражались в рядах легендарной дивизии.
Дивизия вместе с народными ополченцами летом 1942 года приняла на себя первый удар врага, рвавшегося к Волге. Кроме частей 10-й дивизии войск НКВД во время Сталинградской битвы в городе находились и работники милиции. Не раз приходилось им участвовать в разведке, выезжать на поимку вражеских парашютистов, шпионов, диверсантов.
За образцовое выполнение боевых заданий советского командования в обороне у волжских берегов 2 декабря 1942 года 10-я дивизия войск НКВД награждена орденом Ленина. Сотни её бойцов, командиров и политработников были удостоены правительственных наград. 20 чекистов дивизии были удостоены звания Героя Советского Союза, 9 из них не дождались дня Победы, пять человек стали кавалерами орденов Славы всех трёх степеней. Боевые традиции города-героя на Волге воины дивизии приумножили в сражениях на Курской дуге, при форсировании Вислы и в боях за Бреслау (Бреславль).

## Мемориал
Чекистам,

офицерам контрразведки

Сталинградского фронта,

солдатам и офицерам

10 дивизии войск НКВД,

работникам милиции,

погибшим при защите города

от немецко-фашистских

захватчиков.
Величественная пятиметровая бронзовая фигура воина-чекиста возвышается на семнадцатиметровом архитектурно оформленном постаменте в форме обелиска. В руке чекист держит обнажённый меч.
Монумент, ставший первым стране памятником воинам-чекистам, расположен на правом берегу реки Царицы, недалеко от железобетонного моста, соединяющего центр города с Ворошиловским районом.
К монументу ведут лестницы с четырёх сторон.
Памятник построен по проекту волгоградского архитектора Ф. М. Коимшиди.
Открытие памятника состоялось 28 декабря 1947 года. На Всесоюзном конкурсе из 43 представленных проектов проект Коимшиди получил первую премию. Скульптурные работы по авторским эскизам выполнены группой ленинградских скульпторов: народный художник СССР М. К. Аникушин, скульпторы — Г. В. Косов, В. Г. Стамов.
На памятнике установлена гранитная мемориальная доска.
Общая высота памятника более 22 м, высота фигуры воина-чекиста 3,85 м, с мечом — 5,8 м. Бронзовое литьё выполнено Ленинградским заводом «Монументскульптура».

## Статус
Памятник воинам 10 дивизии войск НКВД и милиционерам Сталинграда — защитникам города в 1942—1943 гг. (1947 г., скульпторы М. К. Аникушин, Г. В. Косов, В. Г. Стамов, архитектор Ф. М. Коимшиди) был исключён из Перечня объектов исторического и культурного наследия федерального (общероссийского) значения и рекомендован для отнесения к категории памятников истории и культуры местного значения.
С 8 декабря 2013 года вновь объект культурного наследия федерального значения  Объект культурного наследия народов РФ федерального значения. Рег. № 341711168390006 (ЕГРОКН). Объект № 3400000281 (БД Викигида)